# Here (2023)
Here is een Belgische film uit 2023, geregisseerd en geschreven door Bas Devos.

## Verhaal
Stefan is een bouwvakker in Brussel die zich voorbereidt op zijn terugreis naar Roemenië. Tijdens zijn wandelingen en zijn afscheidsbezoeken, met een grote pot zelfgemaakte groentesoep, bij vrienden en familie, ontmoet hij ShuXiu, een promovendus die in het restaurant van haar tante werkt. ShuXiu onderzoekt mossen en haar poëtische observaties en inzichten over het onderwerp brengen een nieuwe kijk op Stefans interesse in de wildernis die hij vindt in de parken en periferie van de stad.

## Rolverdeling
| Acteur      | Personage |
| ----------- | --------- |
| Stefan Gota | Stefan    |
| Liyo Gong   | Shuxiu    |

## Productie
Here ging op 19 februari 2023 in première op het Internationaal filmfestival van Berlijn en won de Encounters Award en de FIPRESCI-prijs.. De film kreeg positieve kritieken van de filmcritici, met een score van 100% op Rotten Tomatoes, gebaseerd op 11 beoordelingen.

## Prijzen en nominaties
De belangrijkste:
| Jaar | Prijs                                   | Categorie        | Genomineerde(n) | Uitslag  |
| ---- | --------------------------------------- | ---------------- | --------------- | -------- |
| 2023 | Internationaal filmfestival van Berlijn | Encounters Award | Bas Devos       | Gewonnen |
| 2023 | Internationaal filmfestival van Berlijn | FIPRESCI-prijs   | Bas Devos       | Gewonnen |